# Pennisetia
Pennisetia is een geslacht van vlinders uit de familie van de wespvlinders (Sesiidae) en de onderfamilie Tinthiinae.
De wetenschappelijke naam Pennisetia is gepubliceerd in 1850 door Dehne. De typesoort is Pennisetia anomala.

## Soorten
Pennisetia omvat de volgende soorten:
- Pennisetia bohemica Králícek & Povolný, 1974
- Pennisetia contracta (Walker, 1856)
- Pennisetia eucheripennis (Boisduval, 1875)
- Pennisetia fixseni (Leech, 1889)
- Pennisetia fujianensis Wang & Yang, 2002
- Pennisetia hylaeiformis (Laspeyres, 1801)
- Pennisetia insulicola Arita, 1992
- Pennisetia kumaoides Arita & Gorbunov, 2001
- Pennisetia marginata (Harris, 1839)
- Pennisetia pectinata (Staudinger, 1887)
- Pennisetia unicingulata Arita & Gorbunov, 2001